# 美香
美香（1998年7月22日—）是一只曾生活在美国华盛顿哥伦比亚特区美国国家动物园的雌性大熊猫，出生于中华人民共和国四川省四川卧龙国家级自然保护区中国保护大熊猫研究中心，体重约230磅。其父母都是野生大熊猫。2000年12月，美香来到美国。美香在国家动物园生了7只幼崽，其中第一隻成功存活的幼崽泰山於2005年7月9日出生。根据美国和中华人民共和国之间的协议，2010年2月4日，泰山前往中华人民共和国居住。2023年11月8日，美香搭乘飞机離開美國返回中国。之后美香前往四川的保护区和其他熊猫一起生活。，美香也是居於香港海洋公園大熊貓「盈盈」的舅母。也是剛出生的大熊貓龍鳳胎的舅婆。